# Quasidifferenz
Als Quasidifferenz wird in einigen Fachgebieten die Differenz zweier Messwerte bzw. Schätzwerte unter dem verzerrenden Einfluss systematischer Fehler (Trend) oder korrelierter Messabweichungen bezeichnet. Sie können durch die äußeren Umstände der Messung oder durch das Rechenmodell entstehen. Ersteres wäre etwa bei der Bestimmung einer Entfernungsdifferenz der Fall, wenn die verglichenen Signale durch verschiedene Luftschichten laufen oder nicht genau simultan messbar sind.
Bei Messungen am Oszilloskop kann sich eine Differenzmessung von einer Quasi-Differenz unterscheiden, z. B. durch nicht ganz unterdrückte Gleichtaktspannungen der zwei Signale.
Analog sind Quasidifferenzen in der Ökonometrie eine Variante dynamischer DL-Modelle, wenn spezielle Störgrößen wirksam sind. So geht es bei Prognosen mit Quasi-Differenzen um die Frage, ob ein „weicher“ Filter nicht geeigneter sein kann als eine „harte“ Differenzenbildung.
Bei Digitalfiltern unterscheidet sich der Differenzfilter vom Quasi-Differenzfilter durch eine Transferfunktion, die meist exponentiell angesetzt wird.
In der Rechentechnik wird der Begriff Quasidifferenz auch für Rechenmaschinen verwendet, die mit Zahlen arbeiten, die zu den durch sie dargestellten Werten in der Beziehung einer nichtlinearen Transformation stehen (z. B. Quasisumme oder Quasidifferenz von Logarithmen).